# Griesbachium
| Serie      | Stufe     | Unterstufe   | ≈ Alter (mya) |
| ---------- | --------- | ------------ | ------------- |
| höher      | höher     | höher        | jünger        |
| Untertrias | Olenekium | Spathium     | 249,2–247,2   |
| Untertrias | Olenekium | Smithium     | 251,2–249,2   |
| Untertrias | Indusium  | Dienerium    | 251,6–251,2   |
| Untertrias | Indusium  | Griesbachium | 251,9–251,6   |
| tiefer     | tiefer    | tiefer       | älter         |

Griesbachium (engl. Griesbachian, im deutschen Sprachgebrauch auch nur Griesbach oder Griesbach-Stufe) ist in der Erdgeschichte die untere Unterstufe des Indusium, der untersten Stufe der Trias. Sie folgt auf das Changhsingium (Perm) und wird von der Unterstufe des Dienerium abgelöst. Das Griesbachium war 1965 von Edward Timothy ("Tim") Tozer ursprünglich als Stufe vorgeschlagen worden, später jedoch zur informellen Unterstufe abgewertet worden. In der Biostratigraphie findet das Griesbachium weiterhin Anwendung.

## Begriffsgeschichte
Der Name Griesbachium ist vom Griesbach Creek im nordwestlichen Teil von Axel Heiberg Island (Region Qikiqtaaluk, Nunavut, Kanada) abgeleitet. Dieser Bach ist wiederum nach Carl Griesbach benannt, einem britischen Paläontologen, der lange Jahre in Indien gearbeitet hat. Stufe und Name wurden von Edward Timothy ("Tim") Tozer 1965 vorgeschlagen.

## Definition, absolute Datierung, Korrelation und Untergliederung
Die untere Grenze des Griesbachium wird durch das Erstauftreten der Conodonten-Art Hindeodus parvus definiert. Es ist dies zugleich die Untergrenze des Trias-Systems, der Untertrias-Serie und der Indusium-Stufe. Der GSSP (Global Boundary Stratotype Section and Point = „Profil und Punkt eines weltweiten Grenz-Stratotyps“) für diese Grenze liegt im Kreis Changxing, in der Provinz Zhejiang in China. Die Obergrenze und zugleich die Untergrenze des Dienerium wird durch das Erscheinen der Familie der Gyronitidae (Ammoniten, Ammonoidea) markiert. Das Indusium (251,9 bis 251,2) ist mit ca. 1,5 ma eine sehr kurzdauernde Stufe. Entsprechend dürfte das Griesbachium interpoliert nur etwa 600.000 Jahre gedauert haben. Nach Brühwiler et al. (2008) dauerte Griesbachium und Dienerium (= Indusium) zusammen etwa 1,4 ± 0,4 ma. Das genaue Alter der Grenze Indusium/Olenekium ist ebenfalls noch unsicher (vgl. Brack et al. (2005)).
Das Griesbachium war von Edward Titmothy ("Tim") Tozer ursprünglich als Stufe vorgeschlagen worden. Tozer hatte die Untertrias, das Skythium in der Stratigraphie der tethyalen Trias, in insgesamt vier Stufen, Griesbachium, Dienerium, Smithium und Spathium unterteilt. Jean Guex 1978 fasste das Dienerium und Smithium zu einer neuen Stufe Nammalium zusammen. Nach dieser Gliederung hatte die Untertrias drei Stufen. 
Da weder die Vierstufengliederung der Untertrias durch Tim Tozer noch die Dreistufengliederung der Untertrias durch Jean Guex in die internationale chronostratigraphische Gliederung der Trias übernommen wurde, sondern dadurch, dass das frühere Skythium durch die Zweistufengliederung des Indusium und Olenekium ersetzt wurde, wurden  Griesbachium und Dienerium zu Unterstufen des Indusium und das Smithium und Spathium zu Unterstufen des Olenekium "degradiert". Sie gelten als informelle Unterstufen, die vor allem in der Biostratigraphie Anwendung finden.
Trotz der zeitlichen Kürze kann das Griesbachium im tethyalen Bereich biostratigraphisch in drei Ammoniten-Zonen unterteilt werden:
- Ophiceras tibeticum-Zone.
- Otoceras woodwardi-Zone
- Otoceras fissisellatum-Zone

Im borealen Bereich schied Tozer ursprünglich vier Ammoniten-Zonen aus:
- Bukkenites strigatus
- Ophiceras commune
- Otoceras boreale
- Otoceras concavum

Die beiden unteren Ammonitenzonen fasste er zum Unteren Griesbachium zusammen, die beiden oberen Ammonitenzonen zum oberen Griesbachium. 1967 unterteilte Tozer das Griesbachium formal weiter in zwei Unterstufen, das untere Gangetium (Gangetian) (= Unteres Griesbachium) und in das obere Ellesmerium (Ellesmerian) (= Oberes Griesbachium). Allerdings werden heute die Otoceras concavum-Zone und der unterste Teil der Otoceras boreale-Zone dem Perm zugewiesen. Das "untere Griesbachium sensu Tozer ist somit auf die obere Oroceras boreale-Zone reduziert. Der Begriff "Gangetische Unterstufe" wurde bereits von Waagen und Diener 1895 für die Otoceras woodwardi-Ammonitenzone geprägt. 

## Belege